# یواس‌اس کابیلدو (ال‌اس‌دی-۱۶)
یواس‌اس کابیلدو (ال‌اس‌دی-۱۶) (به انگلیسی: USS Cabildo (LSD-16)) یک کشتی بود که طول آن ۴۵۷ فوت ۹ اینچ (۱۳۹٫۵۲ متر) بود. این کشتی در سال ۱۹۴۴ ساخته شد.